# Цісарськослобідська волость
Цісарськослобідська волость — історична адміністративно-територіальна одиниця Черкаського повіту Київської губернії з центром у селі Цісарська Слобода.
Станом на 1886 рік складалася з 2 поселень, 2 сільських громад. Населення — 4198 осіб (2011 чоловічої статі та 2187 — жіночої), 553 дворових господарства.
|                     | Площа, десятин | У тому числі орної, дес. |
| ------------------- | -------------- | ------------------------ |
| Сільських громад    | 4374           | 2950                     |
| Приватної власності | —              | —                        |
| Іншої власності     | 105            | 72                       |
| Загалом             | 4479           | 3022                     |

Поселення волості:
- Цісарська Слобода — колишнє власницьке містечко при річці Дніпро за 12 верст від повітового міста, 2727 осіб, 340 дворів, православна церква, школа, етапний будинок, 2 постоялих будинки, 3 лавки, 13 водяних і 10 вітряних млинів, 12 сукновалень.
- Змагайлівка — колишнє власницьке село при річці Дніпро, 1448 осіб, 213 дворів, православна церква, 3 постоялих будинки, 8 вітряних млинів, 2 сукновальні.

Старшинами волості були:
- 1909—1910 роках — Дмитро Федорович Гребенник[2],[3];
- 1912 року — Дмитро Іванович Култенко[4];
- 1913—1915 роках — Онуфрій Олексійович Бузько[5],[6].